# Burg Weiler in der Ebene
Die Burg Weiler in der Ebene war eine Burg in Weiler in der Ebene, einem Stadtteil von Zülpich in Nordrhein-Westfalen. 
Die Burg war über Jahrhunderte ein adliger Rittersitz. Heute steht an dieser Stelle das landwirtschaftliche Anwesen der Familie Böhling. Von der Burg sind nur noch Teile des Pferdestalls aus dem 19. Jahrhundert erhalten. Mauerwerksreste sind noch in der großen Scheune zu finden. Wassergräben sind nur noch in geringen Spuren zu sehen. 
Schon im 12. Jahrhundert gab es in Weiler ein Ortsadelsgeschlecht. 1220 bzw. 1253 wurden Alexander von Wilre und Ritter Wicker von Wilre erwähnt. 1347 siegelt eine Urkunde des Stiftes St. Maria im Kapitol zu Köln ein Gerhard Rost de Wylre. Die Rost von Wylre werden noch 1418 und 1422 genannt. 1418 ist aber wahrscheinlich der Besitz schon teilweise in das Eigentum der von Berg übergegangen. In der Mitte des 15. Jahrhunderts sind in Weiler auch die Beissel von Gymnich vertreten. Karl von Metternich verkauft den Hof 1486 an Egmont von Palandt zu Maubach. Nach weiteren Eigentümerwechseln kam das Anwesen an die Erben des Kölner Bürgermeisters Franz von Brassart. Später war Franz Georg Freiherr von Leykam der Besitzer. Im Urkataster von 1829 sind noch Wassergräben mit einer zweiteiligen Hofanlage mit doppeltem Grabenring und Garteninsel angegeben. 